# Táliga
Táliga hoặc Talega là một đô thị trong tỉnh Badajoz, Extremadura, Tây Ban Nha.